# Atonement (película de 1919)
Atonement es una película muda de género dramático de 1919 dirigida por William Humphrey y protagonizada por Grace Davison, Conway Tearle y Huntley Gordon.

## Reparto
- Grace Davison como Laura Hamilton
- Conway Tearle como Theodore Proctor
- Huntley Gordon como Vincent Carlton
- Sally Crute como Sarah Hamilton
- Tony Merlo como James Proctor
- Gretchen Hartman como Marcia
- Jean Del Val como Tony
- Arthur Donaldson como Anselmo